# فرودگاه ریچارد آی. بونگ
 فرودگاه ریچارد آی. بونگ (به انگلیسی: Richard I. Bong Airport) یک فرودگاه همگانی عملیاتی با کد یاتا SUW است که یک باند فرود آسفالت دارد و طول باند آن ۱۵۵۴ متر است. این فرودگاه در کشور ایالات متحده آمریکا قرار دارد و در ارتفاع ۲۰۵٫۴ متری از سطح دریا واقع شده است.